# Фатос Бечирай
Фатос Бечирай (серб. Fatos Bećiraj (Фатос Бећирај), алб. Fatos Besim Beqiraj нар. 5 травня 1988, Печ) — чорногорський футболіст. За походженням — косовський албанець. Нападник клубу «Морнар».
Дворазовий чемпіон Хорватії. Дворазовий володар Кубка Хорватії.

## Клубна кар'єра
Вихованець футбольної школи клубу «Шкіпонія» (Печ). Дорослу футбольну кар'єру розпочав 2006 року в основній команді того ж клубу, що виступала у невизнаній УЄФА та ФІФА футбольній першості Косова.
Своєю грою за цю команду привернув увагу представників тренерського штабу іншого косовського клубу, «Беса», до складу якого приєднався 2007 року. Відіграв за цю команду наступний сезон своєї ігрової кар'єри.
У 2008 році уклав контракт з чорногорським клубом «Будучност», у складі якого провів наступні два роки своєї кар'єри гравця. Більшість часу, проведеного у складі «Будучності», був основним гравцем атакувальної ланки команди. Продовжував регулярно забивати, в середньому 0,48 рази за кожен матч чемпіонату.
До складу клубу «Динамо» (Загреб) приєднався 2010 року. Наразі встиг відіграти за «динамівців» 55 матчів в національному чемпіонаті.
Також гуляв за Чанчунь Ятай (2014).

## Виступи за збірні
Отримавши чорногорське громадянство, протягом 2009–2010 років залучався до складу молодіжної збірної Чорногорії. На молодіжному рівні зіграв у 5 офіційних матчах.
У 2009 році дебютував в офіційних матчах у складі національної збірної Чорногорії. Наразі провів у формі головної команди країни 16 матчів, забивши 1 гол.

## Титули і досягнення

### Командні
- Чемпіон Чорногорії (1):

«Будучност»: 2007–08
- Чемпіон Хорватії (3):

«Динамо» (Загреб): 2010–11, 2011–12, 2012-13
- Володар Кубка Хорватії (2):

«Динамо» (Загреб): 2010–11, 2011–12

### Особисті
- Найкращий бомбардир чемпіонату Чорногорії: 2008–09 (18)
- Найкращий бомбардир чемпіонату Хорватії: 2011–12 (15)